# Кенжеколь
Кенжеколь (каз. Кенжекөл) — село в Павлодарской области Казахстана. Расположено в 12 км к югу от Павлодара. Находится в подчинении городской администрации Павлодара. Административный центр Кенжекольского сельского округа. Код КАТО — 551043100.

## История
В 1910 году на месте села возник хутор переселеца Малахова. В 1920 году овцеводческое имение Малахова было национализировано и стало называться совхоз «Бывшее Малахово». В 1922 году совхоз был переименован в «Кенже-Куль» по названию близлежащего озера. С 1932 году — совхоз имени Исаева, с 1939 года — имени Ежова, с 1939 года — № 499. В 1970 году на базе овцеводческого совхоза и Павлодарского зооветтехникума был создан Павлодарский совхоз-техникум.
В 1955 году у села был открыт могильник Кенжеколь-1 из 15 курганов, отнесённых археологами к VI-X и IX-XII векам до н. э. В 2000 году экспедицией Павлодарского государственного университета был открыт могильник Кенжеколь-2, датируемый эпохой развитой бронзы андроновской культуры XIII-XIV веков до н. э.

## Население
В 1985 году в селе проживало 2910 человек. В 1999 году население села составляло 2848 человек (1358 мужчин и 1490 женщин). По данным переписи 2009 года в селе проживало 3978 человек (1957 мужчин и 2021 женщина).